# I Just Can't Stop It
I Just Can't Stop It, The Beats debutalbum, släppt 1980. The Beats debutalbum anlände något senare än andra inom genren stora gruppers debuter, men det hindrade det inte från att bli en framgång. "Mirror in the Bathroom", "Hands Off She's Mine" och "Twist and Crawl" är några hits från albumet. I Just Can't Stop It klättrade till nummer 3 på UK Albums Chart. I USA var bästa placeringen nummer 142 på Billboard 200.

## Låtar på albumet

### LP-versionen
Alla låtar skrivna av The Beat om inget annat anges.
Sida 1
1. "Mirror in the Bathroom" – 3:10
2. "Hands Off...She's Mine" – 3:01
3. "Two Swords" – 2:19
4. "Twist & Crawl" – 2:35
5. "Rough Rider" (Prince Buster, arrangerad av The Beat) – 4:52
6. "Click Click" – 1:28

Sida 2
1. "Big Shot" – 2:34
2. "Whine & Grine/Stand Down Margaret" – 3:51
3. "Noise in This World" – 2:19
4. "Can't Get Used to Losing You" (Mort Shuman, Doc Pomus) – 3:04
5. "Best Friend" – 3:01
6. "Jackpot" (George Agard, Sydney Crooks, Jackie Robinson, The Beat) – 4:19

### Bonusspår på återutgåvan 2012
1. "Tears Of A Clown" (Hank Cosby, Smokey Robinson, Stevie Wonder) – 2:39
2. "Ranking Full Stop" – 2:44

## Medverkande
- Dave Wakeling – sång, rytmgitarr
- Ranking Roger – toasting, sång
- Andy Cox – sologitarr
- David Steele – basgitarr
- Everett Morton – trummor
- Saxa (Lionel Augustus Martin) – saxofon